# Reduktionsverfahren von d’Alembert
Das Reduktionsverfahren von d’Alembert ist ein Verfahren aus der Theorie gewöhnlicher Differentialgleichungen, das nach dem Mathematiker und Physiker Jean-Baptiste le Rond d’Alembert benannt ist. Es wird verwendet, um eine lineare Differentialgleichung {\displaystyle n}-ter Ordnung mit nicht-konstanten Koeffizienten unter Kenntnis einer Lösung des homogenen Problems auf eine lineare Differentialgleichung {\displaystyle (n-1)}-ter Ordnung zurückzuführen.
Grob beschrieben, gilt Folgendes: Um eine (inhomogene) lineare Differentialgleichung {\displaystyle n}-ter Ordnung {\displaystyle L(y)=f} zu lösen, beschaffe man sich eine nichttriviale Lösung der zugehörigen homogenen linearen Differentialgleichung {\displaystyle L(u)=0}. Dann führt der Ansatz {\displaystyle y(x):=c(x)u(x)}, also die Variation der Konstanten, für die ursprüngliche Gleichung {\displaystyle L(y)=f} auf eine inhomogene lineare Differentialgleichung {\displaystyle {\tilde {L}}(c')=f} der niedrigeren Ordnung {\displaystyle n-1} für {\displaystyle c'(x)}.

## Formulierung des Satzes
Man betrachte den Differentialoperator {\displaystyle n}-ter Ordnung
{\displaystyle L(v)(x):=\sum _{k=0}^{n}a_{k}(x)v^{(k)}(x)\ .}
Hierzu sei eine Lösung {\displaystyle u(x)} der homogenen linearen Differentialgleichung
{\displaystyle L(u)=0}
bekannt. Für
{\displaystyle y(x):=c(x)u(x)}
gilt dann
{\displaystyle L(y)(x)=\sum _{j=0}^{n-1}\left[\sum _{k=j+1}^{n}{k \choose {j+1}}a_{k}(x)u^{(k-j-1)}(x)\right]c^{(j+1)}(x).}
Mit anderen Worten: {\displaystyle y(x)} löst die inhomogene Differentialgleichung {\displaystyle n}-ter Ordnung {\displaystyle {\mathcal {L}}(y)=f(x)} genau dann, wenn
{\displaystyle z(x):=c'(x)}
die inhomogene lineare Differentialgleichung {\displaystyle (n-1)}-ter Ordnung
{\displaystyle \sum _{j=0}^{n-1}\left[\sum _{k=j+1}^{n}{k \choose {j+1}}a_{k}(x)u^{(k-j-1)}(x)\right]z^{(j)}(x)=f(x)}
löst.

### Beweis
Nach der leibnizschen Regel gilt
{\displaystyle (c\cdot u)^{(k)}(x)=\sum _{j=0}^{k}{k \choose j}c^{(j)}(x)u^{(k-j)}(x)\ ,}
also
{\displaystyle \sum _{k=0}^{n}a_{k}(x)(c\cdot u)^{(k)}(x)=\sum _{k=0}^{n}\sum _{j=0}^{k}{\binom {k}{j}}a_{k}(x)c^{(j)}(x)u^{(k-j)}(x)=\sum _{j=0}^{n}\sum _{k=j}^{n}{\binom {k}{j}}a_{k}(x)u^{(k-j)}(x)c^{(j)}(x)\ .}
Hierbei gibt die Doppelsumme {\displaystyle \textstyle \sum _{j=0}^{n}\sum _{k=j}^{n}{\binom {k}{j}}a_{k}(x)u^{(k-j)}(x)c^{(j)}(x)} an, dass nunmehr über die Ableitungen von {\displaystyle c^{(j)}(x)} summiert wird.
Nun ist nach Voraussetzung {\displaystyle \textstyle \sum _{k=0}^{n}{\binom {k}{0}}a_{k}(x)u^{(k)}(x)=L(u)=0} und somit entfällt das 0te-Glied in der Summe über {\displaystyle j}, so dass folgt
{\displaystyle L(y)=\sum _{k=0}^{n}a_{k}(x)(c\cdot u)^{(k)}(x)=\sum _{j=1}^{n}\left[\sum _{k=j}^{n}{\binom {k}{j}}a_{k}(x)u^{(k-j)}(x)\right]c^{(j)}(x)\ .}
Indexverschiebung liefert das Resultat
{\displaystyle L(y)=\sum _{j=0}^{n-1}\left[\sum _{k=j+1}^{n}{\binom {k}{j+1}}a_{k}(x)u^{(k-j-1)}(x)\right]c^{(j+1)}(x)},
oder unter Verwendung von {\displaystyle z(x)=c'(x)}
{\displaystyle L(y)=\sum _{j=0}^{n-1}\left[\sum _{k=j+1}^{n}{\binom {k}{j+1}}a_{k}(x)u^{(k-j-1)}(x)\right]z^{(j)}(x)}.

### Beispiel
Gegeben sei die homogene lineare Differentialgleichung 2. Ordnung mit konstanten Koeffizienten
{\displaystyle u''(x)+4u'(x)+4u(x)=0}.
Aus der  Charakteristischen Gleichung {\displaystyle \lambda ^{2}+4\lambda +4=0} mit der zweifachen Nullstelle {\displaystyle \lambda _{1,2}=-2} ergibt sich eine Lösung {\displaystyle u(x)=e^{-2x}} der Differentialgleichung.
Mithilfe des Reduktionsverfahrens wird die zweite linear unabhängige Lösung unter Verwendung der bereits bekannten Lösung gefunden. Mit dem Ansatz der Variation der Konstanten folgt
{\displaystyle y(x)=c(x)u(x)}
und die gegebene Differentialgleichung erhält folgende Darstellung
{\displaystyle {\big (}c''(x)u(x)+2c'(x)u'(x)+c(x)u''(x){\big )}+4{\big (}c'(x)u(x)+c(x)u'(x){\big )}+4c(x)u(x)=0}.
Durch Umsortieren der Differentialgleichung nach den Ableitungen von {\displaystyle c(x)} ergibt sich
{\displaystyle u(x)c''(x)+{\big (}2u'(x)+4u(x){\big )}c'(x)+{\big (}u''(x)+4u'(x)+4u(x){\big )}c(x)=0}.
Im dritten Term kommt die Differentialgleichung {\displaystyle u''(x)+4u'(x)+4u(x)=0} zum Ausdruck und entfällt daher. Die Differentialgleichung lautet nun
{\displaystyle u(x)c''(x)+\left(2u'(x)+4u(x)\right)c'(x)=0}
und ergibt mit der bereits bekannten Lösung {\displaystyle u(x)=e^{-2x}} für den zweiten Term {\displaystyle 2u'(x)+4u(x)=-4e^{-2x}+4e^{-2x}=0}, so dass die Differentialgleichung reduziert wird auf
{\displaystyle u(x)c''(x)=0}.
Da {\displaystyle u(x)} die Exponentialfunktion repräsentiert, daher überall größer null ist, folgt als Bedingung für die zweite Lösung der Differentialgleichung
{\displaystyle c''(x)=0}.
Durch zweimalige Integration erhalten wir mit den Integrationskonstanten {\displaystyle c_{1},c_{2}}
{\displaystyle c(x)=c_{1}x+c_{2}}.
Als Ansatz für die zweite Lösung der Differentialgleichung ergibt sich somit
{\displaystyle y(x)=(c_{1}x+c_{2})u(x)=c_{1}xu(x)+c_{2}u(x)}.
Da der zweite Term {\displaystyle c_{2}u(x)} lediglich ein skalares Vielfaches der ersten Lösung ist, und somit linear abhängig ist, lautet die zweite Lösung der Differentialgleichung, unter Auslassung der Integrationskonstante
{\displaystyle y(x)=xu(x)=xe^{-2x}.}
Abschließend kann mit der Wronski-Determinante die lineare Unabhängigkeit der beiden Lösungen nachgewiesen werden
{\displaystyle W(u,y)(x)={\begin{vmatrix}u&xu\\u'&u+xu'\end{vmatrix}}=u(u+xu')-xuu'=u^{2}=e^{-4x}\neq 0.}

## Spezialfall: Lineare Differentialgleichung zweiter Ordnung
Sei {\displaystyle u(x)} Lösung der homogenen linearen Differentialgleichung zweiter Ordnung
{\displaystyle u''(x)+p(x)u'(x)+q(x)u(x)=0\ .}
Dann ist
{\displaystyle y(x):=c(x)u(x)}
Lösung der (inhomogenen) Differentialgleichung
{\displaystyle y''(x)+p(x)y'(x)+q(x)y(x)=f(x)}
genau dann, wenn
{\displaystyle z(x):=c'(x)}
der Gleichung
{\displaystyle u(x)z'(x)+{\big (}p(x)u(x)+2u'(x){\big )}z(x)=f(x)}
genügt. Diese Gleichung lässt sich mit Hilfe der Variation der Konstanten vollständig lösen.

### Beweis
Sei die inhomogene lineare Differentialgleichung
{\displaystyle y''(x)+p(x)y'(x)+q(x)y(x)=f(x)}
gegeben, deren Lösung {\displaystyle u(x)} für die homogene Differentialgleichung bekannt ist. Dann ergibt sich die Lösung der (inhomogenen) Differentialgleichung unter Verwendung des Ansatzes der Variation der Konstanten durch
{\displaystyle y(x)=c(x)u(x)},
wobei {\displaystyle c(x)} eine beliebige Funktion ist. Somit ist
{\displaystyle y'(x)=c'(x)u(x)+c(x)u'(x)}
und
{\displaystyle y''(x)=c''(x)u(x)+2c'(x)u'(x)+c(x)u''(x)}.
Daraus folgt
{\displaystyle {\big (}c''(x)u(x)+2c'(x)u'(x)+c(x)u''(x){\big )}+p(x){\big (}c'(x)u(x)+c(x)u'(x){\big )}+q(x)c(x)u(x)=f(x)}
und durch umsortieren nach den Ableitungen von {\displaystyle c(x)}
{\displaystyle u(x)c''(x)+{\big (}p(x)u(x)+2u'(x){\big )}c'(x)+{\big (}u''(x)+p(x)u'(x)+q(x)u(x){\big )}c(x)=f(x)}.
Da {\displaystyle u(x)} eine Lösung der homogenen Differentialgleichung ist, also {\displaystyle u''(x)+p(x)u'(x)+q(x)u(x)=0}, lässt sich die inhomogene Differentialgleichung um diesen Term reduzieren und es gilt
{\displaystyle u(x)c''(x)+{\big (}p(x)u(x)+2u'(x){\big )}c'(x)=f(x)}.
Damit ist eine Reduktion der Ordnung der inhomogenen Differentialgleichung erreicht. Dies wird ersichtlich wenn {\displaystyle z(x)=c'(x)} eingeführt wird, so dass gilt
{\displaystyle u(x)z'(x)+{\big (}p(x)u(x)+2u'(x){\big )}z(x)=f(x)}.
Division durch {\displaystyle u(x)\neq 0} liefert
{\displaystyle z'(x)+{\Bigg (}p(x)+{\frac {2u'(x)}{u(x)}}{\Bigg )}z(x)={\frac {f(x)}{u(x)}}}.
Die weitere Berechnung erfordert den integrierenden Faktor
{\displaystyle \mu (x)=e^{\int _{a}^{x}({\frac {2u'(t)}{u(t)}}+p(t))\mathrm {d} t}=e^{\int _{a}^{x}(\log u^{2}(t)+p(t))\mathrm {d} t}=e^{\int _{a}^{x}({\frac {\mathrm {d} \log u^{2}(t)}{\mathrm {d} t}}+p(t))\mathrm {d} t}=e^{\int _{a}^{x}\mathrm {d} \log u^{2}(t)}e^{\int _{a}^{x}p(t))\mathrm {d} t}=u^{2}(x)e^{\int _{a}^{x}p(t)\mathrm {d} t}},
wobei {\displaystyle \mathrm {d} \log u^{2}(t)} ein totales Differential darstellt und die untere Integrationsgrenze {\displaystyle a} geeignet zu wählen ist. Nach der Multiplikation mit dem integrierenden Faktor, nimmt die inhomogene Differentialgleichung folgende Gestalt an
{\displaystyle {\frac {\mathrm {d} }{\mathrm {d} x}}(z(x)u^{2}(x)e^{\int _{a}^{x}p(t)\mathrm {d} t})=u(x)f(x)e^{\int _{a}^{x}p(t)\mathrm {d} t}}.
Nach Integration dieser Gleichung folgt {\displaystyle z(x)} und damit eine Lösung für {\displaystyle c'(x)}. Eine weitere Integration von {\displaystyle c'(x)} ergibt, unter Auslassung der Integrationskonstanten, die gesuchte Lösung der (inhomogenen) Differentialgleichung
{\displaystyle y(x)=c(x)u(x)}.

### Beispiel
Betrachtet wird die homogene Differentialgleichung mit nicht-konstanten Koeffizienten
{\displaystyle v''(x)-2xv'(x)-2v(x)=0}.
Eine Lösung dieser homogenen Differentialgleichung ist {\displaystyle u(x)=e^{x^{2}}}. Der Ansatz der Variation der Konstanten {\displaystyle y(x)=c(x)e^{x^{2}}} liefert nun
{\displaystyle {\big (}(2+4x^{2})e^{x^{2}}c(x)+2xe^{x^{2}}c'(x)+e^{x^{2}}c''(x){\big )}-2x{\big (}2xe^{x^{2}}c(x)+e^{x^{2}}c'(x){\big )}-2e^{x^{2}}c(x)=0}
und nach umsortieren nach Ableitungen von {\displaystyle c(x)}
{\displaystyle e^{x^{2}}{\big (}c''(x)+2xc'(x){\big )}=0}.
Da {\displaystyle e^{x^{2}}\neq 0} und {\displaystyle z(x)=c'(x)} ist, kann die homogene Differentialgleichung umgeformt werden zu
{\displaystyle {\frac {z'(x)}{z(x)}}+2x=0}
und damit
{\displaystyle {\frac {\mathrm {d} \log z(x)}{\mathrm {d} x}}=-2x}
oder
{\displaystyle z(x)=e^{-x^{2}}}.
Daher ist die zweite Lösung der homogenen Differentialgleichung gegeben durch {\displaystyle c(x)=\int _{0}^{x}z(t)\mathrm {d} t}, also
{\displaystyle c(x)=\int _{0}^{x}e^{-t^{2}}\mathrm {d} t={\frac {\sqrt {\pi }}{2}}\operatorname {erf} (x)}.
Hierbei bedeutet {\displaystyle \operatorname {erf} (x)} die Gaußsche Fehlerfunktion.